# أضواء الهبوط
أضواء الهبوط (Landing lights) هي مصابيح مثبتة على متن الطائرة، تضيء التضاريس والمدرج أمام الطائرة أثناء الإقلاع والهبوط، فضلاً عن استخدامها كتدبير لتجنب الاصطدام مع الطائرات الأخرى وضربات الطيور.

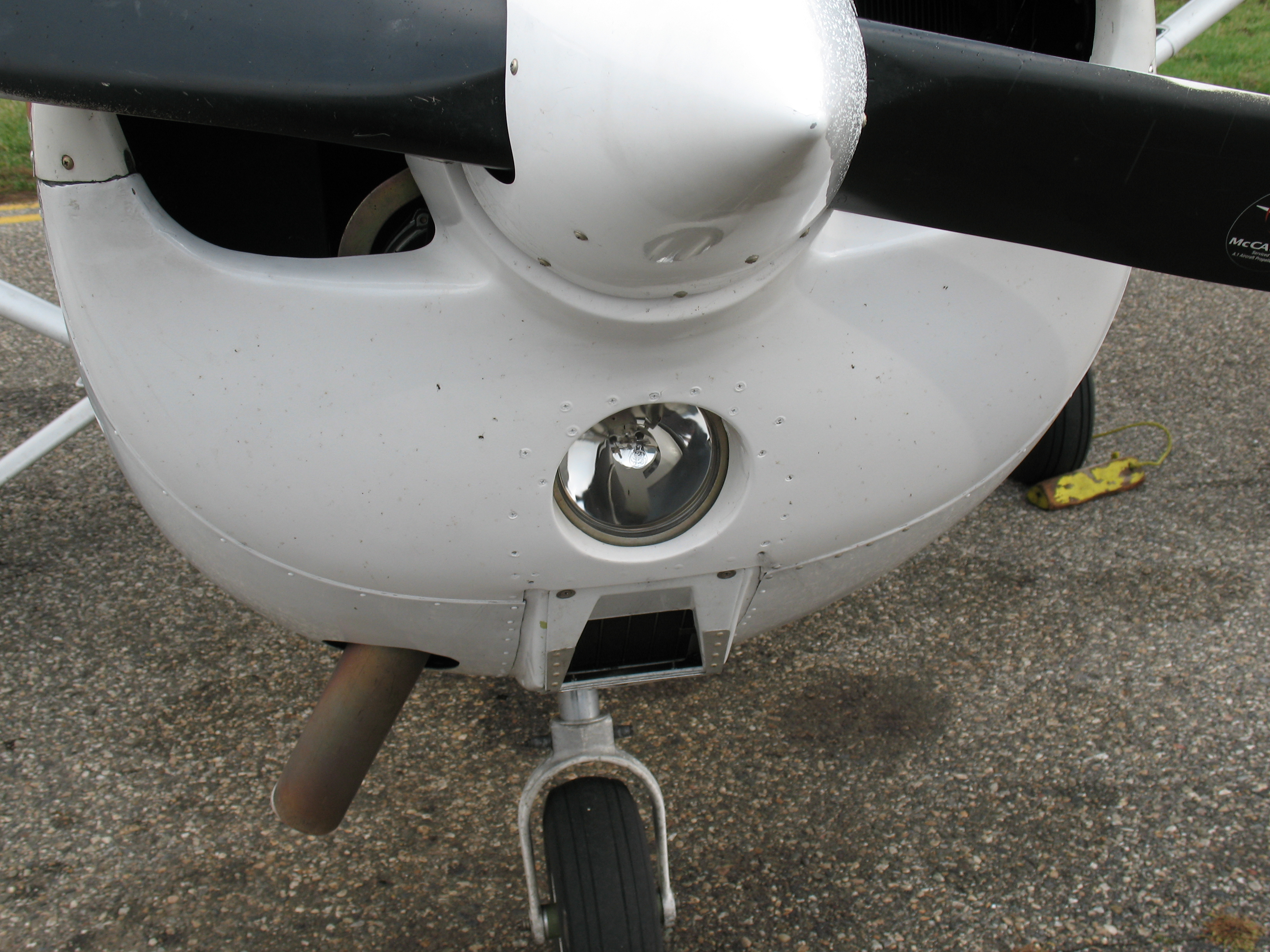
ضوء هبوط على سيسنا 172 إن

## ملخص

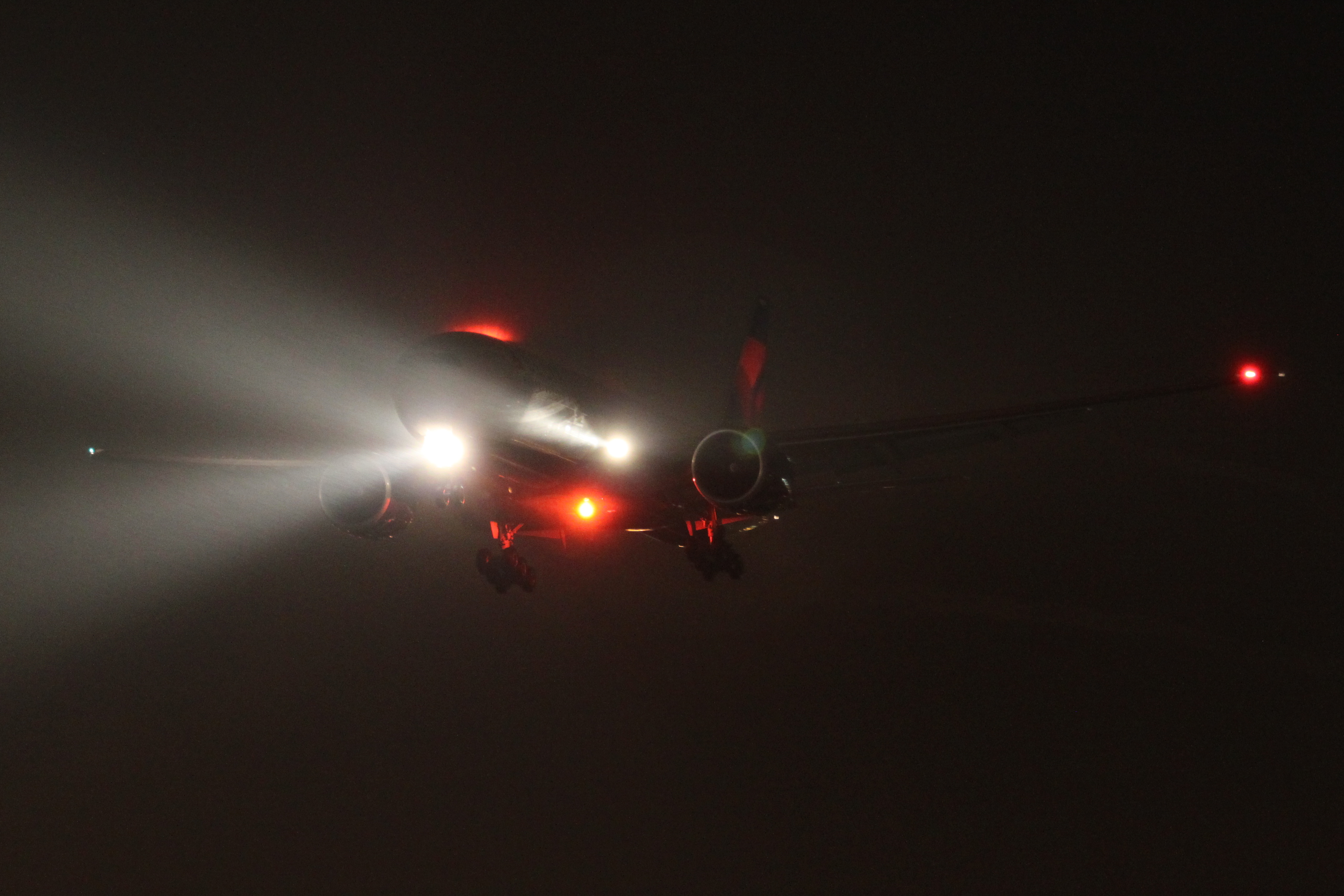
بوينغ 777 مع أضواء الهبوط وأضواء الملاحة والأضواء المضادة للتصادم

يتم تجهيز جميع الطائرات الحديثة تقريبًا بأضواء هبوط إذا تمت الموافقة عليها للعمليات الليلية. عادة ما تكون أضواء الهبوط قوية الشدة، بسبب المسافة الكبيرة التي قد تفصل الطائرة عن التضاريس أو العوائق. يمكن بسهولة رؤية أضواء هبوط الطائرات الكبيرة بواسطة طائرات أخرى على بعد أكثر من 100 ميل.
تشمل الاعتبارات الرئيسية لتصميم مصباح الهبوط حدة الضوء والموثوقية والوزن واستهلاك الطاقة. مصابيح الهبوط المثالية قوية للغاية، وتتطلب القليل من الطاقة الكهربائية، وخفيفة الوزن، ولها عمر خدمة طويل يمكن التنبؤ به. تشمل التقنيات السابقة والحالية المصابيح المتوهجة العادية ومصابيح الهالوجين وأشكال مختلفة من مصابيح القوس ومصابيح التفريغ ومصابيح LED.

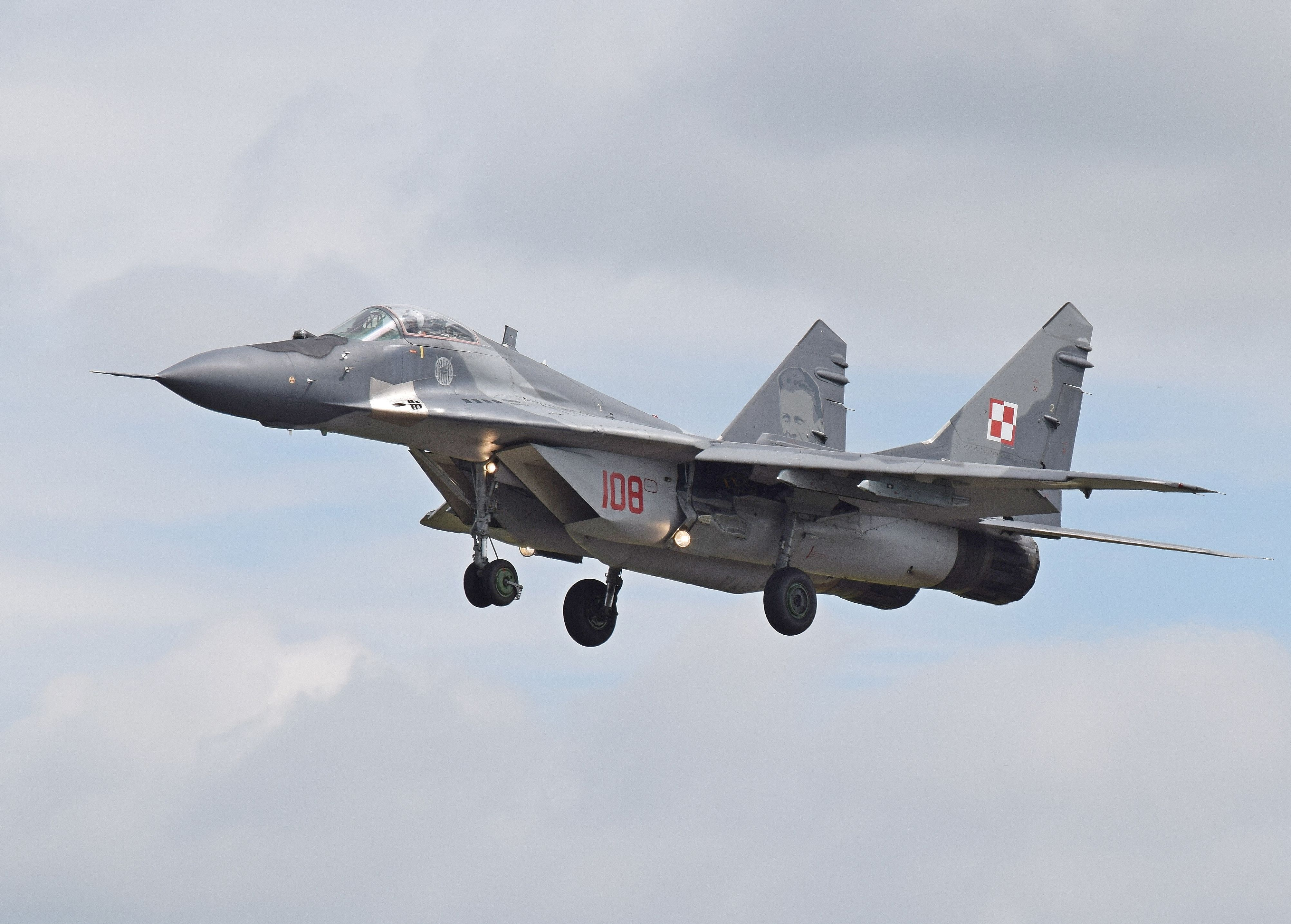
أضواء الهبوط على ميكويان ميغ 29

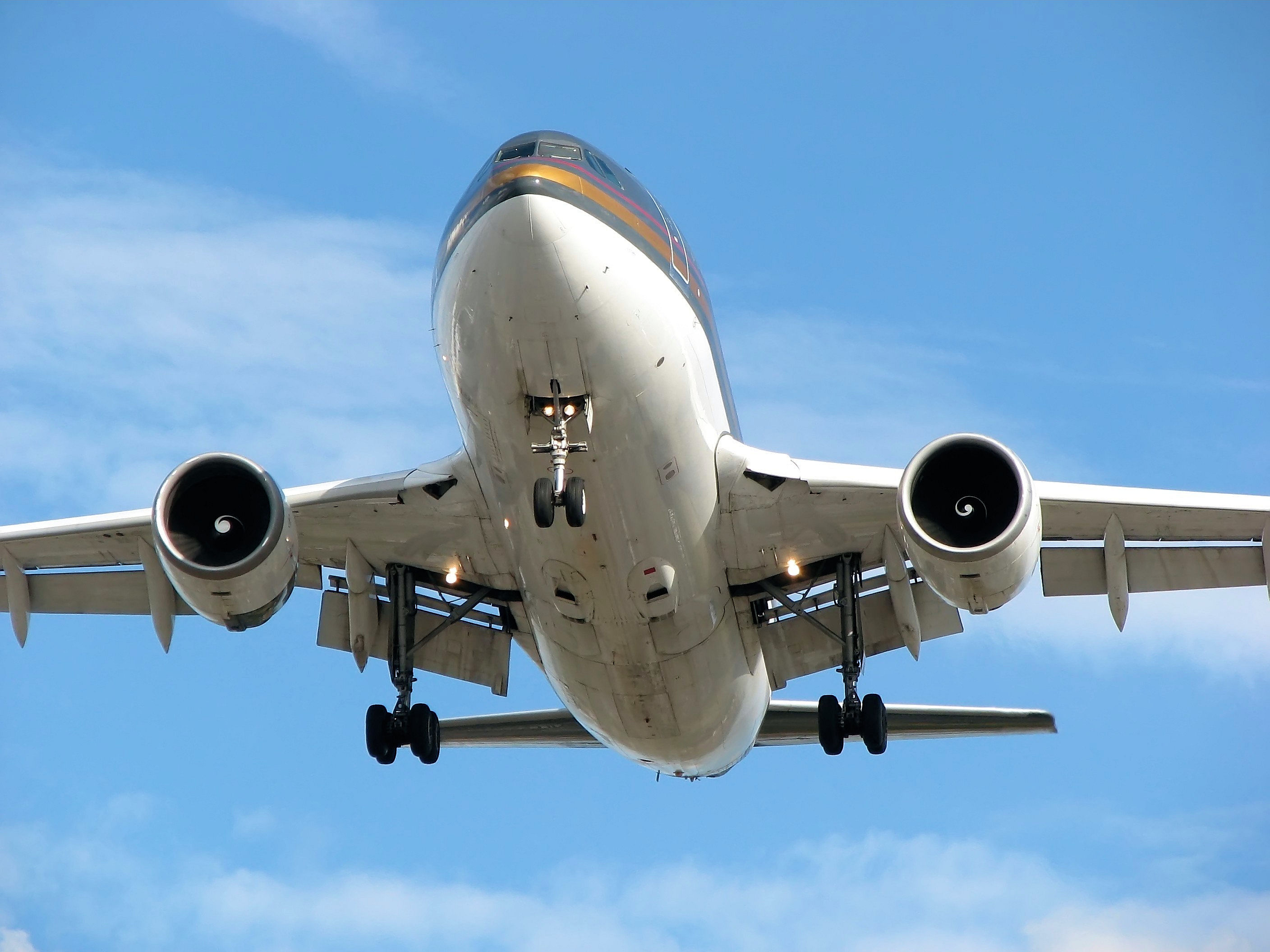
أضواء الهبوط على طائرة الملكية الأردنية من طراز إيرباص A310، اثنتان على مقدمة الهيكل السفلي واثنتان على الأجنحة

عادةً ما تكون أضواء الهبوط مفيدة فقط عندما تكون الطائرة منخفضة جدًا وقريبة من التضاريس لأنها تساعد في الرؤية للطيارين، كما هو الحال أثناء الإقلاع والهبوط. عادة ما يتم إطفاء أضواء الهبوط خلال مرحلة العبور، خاصة إذا كانت الظروف الجوية من المحتمل أن تجعل الأضواء تنعكس أو تتوهج مرة أخرى في أعين الطيارين. ومع ذلك، فإن سطوع أضواء الهبوط يجعلها مفيدة في زيادة رؤية الطيارين للطائرات الأخرى، ولذلك يتم تشجيع الطيارين في كثير من الأحيان على إبقاء أضواء الهبوط الخاصة بهم مضاءة أثناء وجودهم تحت ارتفاعات معينة أو في المجال الجوي المزدحم. تحتوي بعض الطائرات (خاصة طائرات رجال الأعمال) على أضواء - عند عدم الحاجة إليها لإضاءة الأرض بشكل مباشر - يمكن أن تعمل في وضع وامض لتحسين الرؤية للطائرات الأخرى. إحدى الاتفاقيات هي أن تقوم الطائرات التجارية بتشغيل أضواء هبوطها عند تغيير مستويات الطيران. تستخدم أضواء الهبوط أحيانًا في حالات الطوارئ للتواصل مع العاملين على الأرض أو الطائرات الأخرى، خاصةً إذا كانت وسائل الاتصال الأخرى غير متوفرة (أعطال الراديو وما شابه ذلك). بالإضافة إلى ذلك، تم تثبيت مصابيح الهبوط أحيانًا كضوء عالٍ للسيارات والمركبات المعدلة، على الرغم من أن هذا غير قانوني.

## الاعتبارات القانونية
في العديد من الولايات القضائية، يجب أن تكون مصابيح الهبوط والمصابيح التي تستخدمها معتمدة للاستخدام في طائرة معينة من قبل سلطة حكومية. قد يكون استخدام مصباح الهبوط مطلوبًا أو محظورًا بموجب اللوائح المحلية، اعتمادًا على مجموعة متنوعة من العوامل مثل التوقيت المحلي أو الطقس أو عمليات الطيران.
في الولايات المتحدة، على سبيل المثال، أضواء الهبوط غير مطلوبة أو مستخدمة لأنواع كثيرة من الطائرات، ولكن يُشجع استخدامها بشدة، للإقلاع والهبوط وأثناء أي عمليات تقل عن 10,000 قدم (3,000 م) أو في نطاق 10 ميل بحري (19 كـم) من المطار (FAA AIM 4-3-23). وفقًا لـ CFR 14 و FAR الجزء 91.205، يلزم وجود ضوء هبوط لجميع الطائرات المستخدمة في العمليات التجارية في الليل.
قد لا تضاء أضواء الهبوط عند تدريج الطائرة أو بالقرب من بوابة المطار؛ هذا يمكن أن يسبب عمى الفلاش للطاقم الأرضي والطيارين الآخرين.

## استخدام ضوء الطائرات للحفلات الموسيقية
تُستخدم مصابيح هبوط الطائرات أيضًا في العروض الضوئية للعديد من بيئات الحفلات الموسيقية. تُعرف باسم "ACLs"، ويتم استخدامها بسبب سطوعها الشديد. يتم توصيلها عادةً في دائرة سلسلة من أربعة تركيبات حيث أن معظم المصابيح المستخدمة في صناعة الترفيه هي مصابيح 28 فولت. تم تطوير مقدمة ACL في حفلات موسيقى الروك في البداية بواسطة هوارد أونغيرلايدر الذي اشتهر بأنه مصمم الإضاءة منذ فترة طويلة لفرقة «رُش» (Rush).